# Frotardo de Thomières
Frotardo de Thomières fue un abad benedictino de Saint-Pons-de-Thomières.

## Historia
Frotardo de Thomières controló la alta política de la corte navarro-aragonesa durante finales del siglo XI. Su política fue orientada a imponer clérigos franceses en los primeros puestos eclesiásticos de los dos reinos, como Pedro de Rodez en la sede de Pamplona (1084) y otro Pedro en el Obispado de Jaca (1086).
En el plano internacional, Frotardo consiguió que el rey Sancho Ramírez permitiera la intervención de un ejército compuesto por Eudes I, duque de Borgoña, Ramón de St. Melun, y numerosos borgoñones, normandos, provenzales y languedocianos, venidos a los reinos hispánicos para ayudar al monarca Alfonso VI de León en su lucha contra los almorávides. Sancho Ramírez sitió la ciudad de Tudela al frente de este ejército. 
Otra obra de Frotardo de Thomières fue la formalización, en 1088, del vasallaje a San Pedro de Roma por parte del monarca Sancho Ramírez, cumpliendo así la promesa que este realizó en 1068 en el curso de una peregrinación a la Santa Sede. 
En 1089, estando el abad Frotardo en Roma, consiguió de parte del papa Urbano II la bula Iusta Fidelium por la que la Santa Sede tomaba bajo protección el monasterio de Montearagón, al propio rey navarro-aragonés, a sus reinos y dictaba normas sobre la elección de abad y sobre las relaciones con los obispos diocesanos.
El rey Sancho Ramírez supo agradecer al abad Frotardo sus oficios y en 1093 le entregó su propio hijo, el futuro rey Ramiro II el Monje, para que fuera educado en el monasterio de Thomières.